# Viola subsinuata
Viola subsinuata (Greene) Greene – gatunek roślin z rodziny fiołkowatych (Violaceae). Występuje naturalnie w Ameryce Północnej. W całym swym zasięgu jest gatunkiem bliskim zagrożeniu, ale regionalnie – w Ontario, Vermoncie i Massachusetts – jest krytycznie zagrożony. W Rhode Island uznawany jest za wymarły, gdzie ostatnio został udokumentowany w 1941 roku. 

## Rozmieszczenie geograficzne
Rośnie naturalnie w Ameryce Północnej. W Kanadzie został zaobserwowany w prowincji Ontario, natomiast w Stanach Zjednoczonych występuje w Connecticut, Delaware, Dystrykcie Kolumbii, Georgii, Illinois, Kentucky, Marylandzie, Massachusetts, Michigan, New Jersey, stanie Nowy Jork, Północnej Karolinie, Ohio, Pensylwanii, Południowej Karolinie, Tennessee, Vermoncie, Wirginii, Wirginii Zachodniej i Wisconsin. 

## Morfologia
PokrójBezłodygowa bylina dorastająca do 10–30 cm wysokości. Tworzy grube, mięsiste kłącza.
LiścieLiście odziomkowe w liczbie od dwóch do jedenastu, podnoszą się lub są wyprostowane, ich blaszka liściowa jest wcięta lub klapowana na wskroś (młode liście są klapowane), złożona jest z 5 do 9 (sporadycznie do 16) klapek, środkowe klapy mają kształt od wąsko deltoidalnych do wąsko eliptycznych, natomiast boczne są wąsko eliptyczne, lancetowate lub sierpowate, mierzy 1–11 cm długości oraz 1–12 cm szerokości, jest falista na brzegu (zagłębienia zwykle płytsze w kierunku nasady), ma nasadę od ściętej do sercowatej i ostry lub nagle zaostrzony wierzchołek, jej powierzchnia jest zazwyczaj owłosiona wzdłuż i na nerwach. Ogonek liściowy jest nagi lub owłosiony i osiąga 5–25 cm długości. Przylistki są równowąsko lancetowate, całobrzegie, o ostrym wierzchołku.
KwiatyPojedyncze, osadzone na nagich lub owłosionych szypułkach o długości 5-15 cm, wyrastających z kątów pędów. Mają działki kielicha o kształcie od lancetowatego do owalnego. Płatki mają jasno- lub ciemno-niebieskofioletową barwę na obu powierzchniach, trzy płatki dolne (czasami wszystkie) mają purpurowe żyłki, dwa boczne są brodate, najniższy płatek czasami jest brodaty, mierzy 15-25 mm długości, posiada garbatą ostrogę o długości 2-3 mm i tej samej barwie co płatki. Główka słupka jest bezwłosa.
OwoceNagie torebki mierzące 8-12 mm długości, o elipsoidalnym kształcie. Nasiona mają beżową barwę z brązowymi przebarwieniami, osiągają 1,5–2,5 mm długości.

## Biologia i ekologia
Rośnie w żyznych lasach. Występuje na wysokości od 100 do 3000 m n.p.m. Kwitnie od kwietnia do czerwca. 
Liczba chromosomów 2n = 54. 